# Androsace robusta
 (avril 2019).
Espèce
Synonymes
- Androsace robusta (R.Knuth) Hand.-Mazz.[2]
- Androsace villosa f. breviscapa R.Knuth[2]

Androsace robusta est une espèce de plantes à fleurs de la famille des Primulaceae.

## Liste des sous-espèces et variétés
Selon Tropicos (11 avril 2019) :
- sous-espèce Androsace robusta subsp. jacquemontii (Duby) Y.J. Nasir
- variété Androsace robusta var. gracilis Y.J. Nasir